# Lisbon (Észak-Dakota)
Lisbon település az Amerikai Egyesült Államok Észak-Dakota államában, Ransom megyében, melynek megyeszékhelye is. Lakosainak száma 2204 fő (2020. április 1.).

## Népesség
A település népességének változása:

| 2010 | 2 154 |
| 2020 | 2 204 |